# Déimaque fils de Nélée
Pour les articles homonymes, voir Déimaque.
Dans la mythologie grecque, Déimaque (en grec ancien Δηίμαχος) est un des douze fils de Nélée roi de Pylos et de la Chloris, fille d’Amphion. Il est tué par Héraclès dans la guerre que celui-ci livre contre Pylos.